# Amtsgericht Borken (Hessen)
Das Amtsgericht Borken war ein Amtsgericht mit Sitz in Borken (Hessen).

## Geschichte
In Borken bestand seit dem Mittelalter ein Gericht. Während der Zeit des kurzlebigen Königreichs Westphalen (1807–1813) war Borken Sitz einer Kantonalverwaltung und eines Friedensgerichts im Distrikt Hersfeld.
Mit Edikt vom 29. Juni 1821 wurden im Kurfürstentum Hessen die Justiz und Verwaltung in der untersten Ebene getrennt. Das Amt Borken verlor seine Funktion als Gericht erster Instanz und in Borken wurde 1823 ein Assistenzamt des Landgerichtes Homberg eingerichtet.
Im Jahre 1831 erhielt Borken ein eigenes Justizamt. Das Justizamt Borken bestand bis zur Annexion durch Preußen im Jahr 1867. Die neuen preußischen Machthaber errichteten an Stelle des alten kurfürstlichen Justizamtes ein preußisches Amtsgericht. Es war dem Kreisgericht Rotenburg nachgeordnet. Dieses wurde am 30. Juni 1968 (wie alle hessischen Amtsgerichte mit nur einer Richterstelle) aufgelöst und dem Gerichtsbezirk dem Amtsgericht Fritzlar zugeschlagen. Bis 1970 wurde der Gerichtsbetrieb in Borken noch als Außenstelle beibehalten (auch wenn ab Oktober 1967 die Richterstelle nicht mehr besetzt war).
Der Amtsgerichtsbezirk umfasste zum Schluss die Orte:
| - Allendorf, - Arnsbach (Borken), - Betzigerode, - Bischhausen, - Borken, - Densberg, - Dillich, - Dorheim, - Elnrode-Strang, - Freudenthal, - Gilsa, - Gombeth, | - Haarhausen, - Hundshausen, - Jesberg, - Lembach, - Lendorf, - Nassenerfurth, - Neuenhain, - Niederurff, - Oberurff-Schiffelborn, - Pfaffenhausen, - Reptich, | - Römersberg, - Roppershain, - Schlierbach, - Singlis, - Stolzenbach, - Trockenerfurth, - Verna, - Waltersbrück, - Wenzigerode, - Zimmersrode, - Zwesten. |

Die Zweigstelle Borken des Amtsgerichts Fritzlar wurde mit Verordnung vom 25. Mai 1970 am 1. Juli 1970 aufgehoben.
Somit verblieb in Borken nach über 500 Jahren der niederen Gerichtsbarkeit nur noch ein Ortsgericht.

## Instanzenzug
Dem Gericht war als zweitinstanzliches Gericht das Landgericht Marburg übergeordnet (das zunächst ab 1821 als Kurfürstliches Obergericht und ab 1867 als preußisches Kreisgericht benannt war).

## Das Gerichtsgebäude

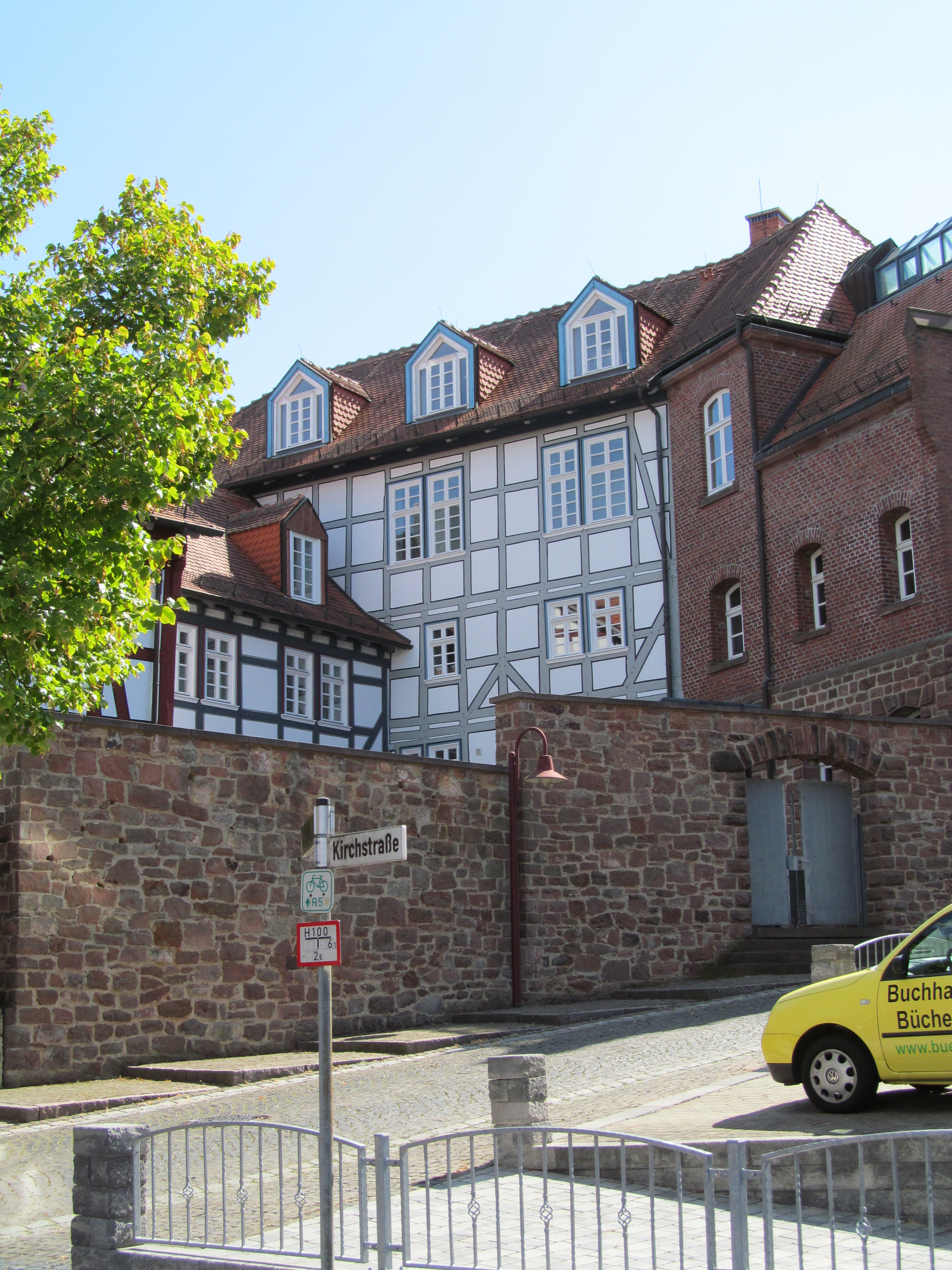
Das „alte Amtsgericht“

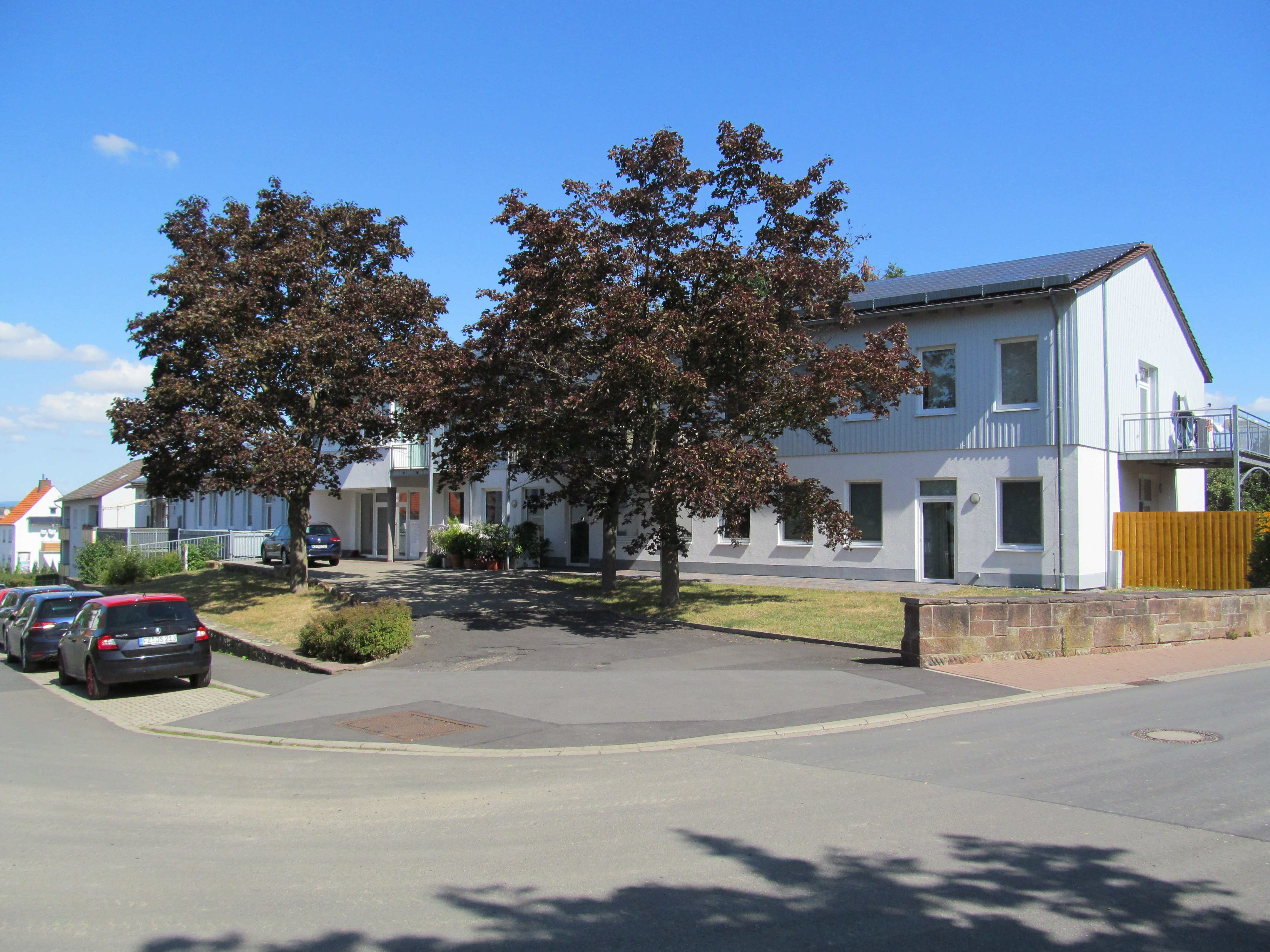
Das „neue Amtsgericht“ (1955–1970)

Das Justizamt nutzte ab 1831 die Räume des alten kurfürstlichen Amtsgebäudes. Das Baujahr dieses Gebäudes ist unklar. In der Plankarte des Geometers J. J. Krug aus dem Jahr 1773 ist das Gebäude jedenfalls schon verzeichnet. Auch das preußische Amtsgericht nutzte das Gebäude weiter. Neben den Gerichtsräumen waren Dienstwohnungen und das Amtsgefängnis im Haus untergebracht. Im Jahre 1955 wurde in der Krausgasse 30 das neue Amtsgericht erbaut. Eine Erweiterung war auch deshalb nötig geworden, da das Amtsgericht Jesberg aufgelöst und der Borkener Gerichtsbezirk erweitert worden war.
Das alte Gebäude (in der heutigen Straße „am alten Amtsgericht“) wurde von der Stadt Borken erworben. Diese baute es in ein Wohnhaus mit Sozialwohnungen um.
Nach der Aufhebung des Amtsgerichts Borken 1968 wurde das neue Amtsgericht weiter von der Außenstelle des Amtsgerichtes Fritzlar genutzt. Nachdem auch diese 1970 aufgehoben wurde, ging das Haus an den Kreis über, der darin seine Schulverwaltung unterbrachte.

## Richter
Folgende Richter wirkten am Gericht:
- 1823–1831: Assistenzamt des Landgerichtes Homberg
  - Landgerichtsassessor Heinrich von Loßberg
  - Landgerichtsassessor Ludwig Arnold
  - Landgerichtsassessor Wilhelm Giller
- 1831–1867: Justizamt Borken
  - 1831–1844: Justizbeamter Johann Ludwig Gervinus
  - 1844–1848: Justizbeamter Karl August Ferdinand Leschen
  - 1848–1866: Justizbeamter Friedrich von Gehren
  - 1866–1867: Justizbeamter Theodor Wagner
- 1867–1970: Amtsgericht Borken
  - 1867–1882: Amtsrichter Theodor Wagner (ab 1879: Oberamtsrichter)
  - 1882–1884: Amtsgerichtsrat Julius Dieterich
  - 1884–1893: Amtsrichter Schott
  - 1893–1900: Amtsrichter Schreiber
  - 1901–1908: Amtsrichter Stamm
  - 1908–1921: Amtsrichter Kunisch (ab 1917: Amtsgerichtsrat)
  - 1921–1929: Amtsgerichtsrat Wilhelm Rabe
  - 1929–1945: Amtsgerichtsrat Gustav Keck
  - 1948–1967: Amtsgerichtsrat Richard Müller